# Self-Obsessed and Sexxee
«Self-Obsessed And Sexxee» es una canción de la banda Sonic Youth, y sería el segundo sencillo publicado en abril de 1994 por el sello DGC Records para el álbum Experimental Jet Set, Trash and No Star, pero fue cancelado. Aun así alcanzaron a venderse copias, y las restantes fueron vendidas a través del sello de la banda Sonic Death. Los Lados B son los mismos que en el sencillo anterior del álbum, Bull in the Heather, lanzado también en abril de 1994.

## Lista de canciones
| Self-Obsessed And Sexxee |                                    |          |  |
| N.º                      | Título                             | Duración |  |
| 1.                       | «Self-Obsessed And Sexxee»         | 4:30     |  |
| 2.                       | «Doctor's Orders» (versión T. Vox) | 4:20     |  |
| 3.                       | «Razor Blade»                      | 1:06     |  |
| 9:56                     |                                    |          |  |